# Paul Philippi
Paul Philippi (n. 21 noiembrie 1923, Brașov, România – d. 27 iulie 2018, Brașov, România) a fost un teolog, profesor universitar și politician sas transilvănean, membru fondator al Forumului Democrat al Germanilor din România (FDGR/DFDR) în 1989 și președinte al acestei formațiuni între 1992-1998. Începând din 1998, Paul Philippi a fost președintele de onoare al FDGR/DFDR.

## Biografie
În 1942, și-a dat bacalaureatul la Colegiul Național Johannes Honterus din Brașov.
În 1943, a fost înrolat ca militar în Waffen-SS și a luptat pe frontul de răsărit. În ultima parte a războiului s-a reîntors în Germania, unde, în 1945 a devenit prizonier de război al americanilor, care l-au internat, timp de 30 de luni, într-un lagăr pentru „denazificare”.
Imediat după terminarea celui de-al Doilea Război Mondial, în noiembrie 1947 a plecat la studii în Erlangen. Acolo fiind, i s-a oferit o bursă de studii în Elveția. A ajuns acolo în toamna anului 1949, la vârsta de 25 de ani. Din 1950 a muncit și la Winterthur, ca profesor privat și, în același timp, a funcționat ca vicar la capela luterană din Grossmünster.
A studiat teologia și istoria la Zürich, dar examenele de absolvire le-a dat la Erlangen, în 1957 cu lucrarea pe tema Abendmahlsfeier und Wirklichkeit der Gemeinde (i.e. Sărbătoarea comuniunii și realitatea comunității), după care s-a reîntors în Elveția.
În 1963, a luat doctoratul în teologie practică cu teza Die Vorstufen des modernen Diakonissenamtes (1789-1848) als Elemente für dessen Verständnis und Kritik eine motivgeschichtliche Untersuchung zum Wesen der Mutterhausdiakonie.
Între 1971 și 1986, a condus Institutul pentru Științe diaconice (Institut für Diakoniewissenschaftlichen) al Universității din Heidelberg.
În 1974, i-a fost acordat titlul de doctor honoris causa al Institutului Teologic Protestant din Cluj și Sibiu (Vereinigtes Protestantisch-Theologisches Institut Klausenburg-Hermannstadt).
În 1979, a fost invitat ca profesor itinerant la Facultatea de Teologie la Sibiu (germană Hermannstadt), dar după doi ani a fost obligat să plece din nou din România. A reușit să dovedească faptul că în timpul războiului nu s-a înscris ca voluntar în armata germană, după care, în martie 1982 a primit pașaport românesc și din 1983 s-a putut angaja ca profesor permanent la Facultatea de Teologie din Sibiu.
În 1989, a fost membru fondator al Forumului Democrat al Germanilor din România (FDGR/DFDR), al cărui președinte a fost în perioada 1992-1998, după care a rămas președinte de onoare al acestuia.
Prin hotărârea nr. 78 din 20 aprilie 2000 consiliul local al municipiului Sibiu i-a acordat lui Paul Philippi titlul de „Cetățean de onoare al Municipiului Sibiu”.
În 2001, i-a fost acordat titlul de doctor honoris causa al Facutății de Teologie Reformată a Universității Babeș-Bolyai (UBB) din Cluj-Napoca (germană Klausenburg).
În cadrul unei ceremonii desfășurate în 24 noiembrie 2003, președintele României, Ion Iliescu, i-a conferit lui Paul Philippi Ordinul Național „Serviciul Credincios” în grad de Cavaler, cu ocazia împlinirii vârstei de 80 de ani, în semn de apreciere a întregii activități puse în slujba comunității germane din România, pentru contribuția meritorie la edificarea și consolidarea sistemului democratic din România după 1989.
În septembrie 2011, i s-a acordat titlul de Cetățean de Onoare al municipiului Brașov (germană Kronstadt).

## Scrieri proprii
- Siebenbürgen als Beispiel Europäischen Kulturaustausches (Transilvania ca exemplu de schimb cultural european), 1976;
- Beiträge zur Geschichte von Kronstadt in Siebenbürgen (Contribuții la istoria orașului Brașov în Transilvania), 1984;
- Kirche und Politik. Siebenbürgische Diagnosen und Anamnesen aus fünf Jahrzehnten (Biserică și politică. Diagnoze și anamneze din cinci decenii), Editura Hora 2006; Vol. 1: ISBN 973-8226-54-6; Vol. 2: ISBN 973-8226-55-4;

## Scrieri în colaborare
- Beiträge zur Siebenbürgischen Kulturgeschichte (Contribuții la istoria culturală a Transilvaniei) (Paul Philippi, Gebhard Blucher), 1974;
- Diaconica : über die soziale Dimension kirchlicher Verantwortung (Diaconica: despre dimensiunea socială a reponsabilității bisericești), (Paul Philippi, Jurgen Albert), 1984;
- Theologie der Diakonie : Lernprozesse im Spannungsfeld von Lutherischer Überlieferung und gesellschaftlich-politischen Umbrüchen. Ein Europäischer Forschungsaustausch  Paul Philippi, Theodor Strohm; Universität Heidelberg, 1989;
- Zugänge zur Gemeinde : Soziologische, historische und sprachwissenschaftliche Beiträge, (Georg Weber, Renate Weber, Paul Philippi), 2000;